# Udea praepetalis
Udea praepetalis is een vlinder uit de familie van de grasmotten (Crambidae), uit de onderfamilie van de Spilomelinae. De wetenschappelijke naam van deze soort is voor het eerst voorgesteld als Botys praepetalis door Julius Lederer in een publicatie uit 1869.
De soort komt voor in Turkije, Irak en Iran.